# Paskotjärnen (Skogs socken, Hälsingland)
Paskotjärnen är en sjö i Söderhamns kommun i Hälsingland och ingår i Hamrångeåns huvudavrinningsområde.